# Clube Desportivo das Aves 1930
Il Clube Desportivo das Aves 1930, noto come CD Aves o Desportivo Aves e in passato come Clube Desportivo das Aves, è una società calcistica portoghese con sede nella città di Vila das Aves.
Nella stagione 2017-2018, dopo aver ottenuto la prima salvezza in massima serie (13º posto finale), ha vinto la Coppa di Portogallo battendo per 2-1 in finale lo Sporting Lisbona, senza però ottenere la licenza UEFA per partecipare all'Europa League.
Il 23 settembre 2020 il club si è ritirato prima dell'inizio della stagione. A causa di debiti non pagati con altri club, il club ha ricevuto un divieto di trasferimento dalla FIFA. Il club venne considerato fallito ma fu rifondato in ottobre con il nome di Clube Desportivo das Aves 1930.

## Palmarès

### Competizioni nazionali
- Coppa del Portogallo: 1

2017-2018
- Segunda Divisão: 1

1984-1985

### Altri piazzamenti
- Supercoppa di Portogallo:

Finalista: 2018
- Segunda Liga:

Secondo posto: 2005-2006, 2016-2017
Terzo posto: 1999-2000, 2011-2012